# Patalliro!
Patalliro! (パタリロ!, Patariro!) est un manga de type shōjo écrit et dessiné par Mineo Maya. Sa prépublication débute en 1978 dans le magazine Hana to yume de l'éditeur Hakusensha, avant de connaître une longue sérialisation et de multiples rééditions. L'œuvre est un mélange d'humour absurde, de parodie et de récits policiers, et se distingue par son style graphique reconnaissable et ses personnages excentriques. Il est l'un des titres shōjo les plus anciens encore en cours, dépassant la centaine de volumes reliés publiés au Japon.
L'histoire suit Patalliro du Malyner, un jeune roi excentrique et génial du petit pays imaginaire du Malynera (ja), riche en diamants, qui vit entouré de gardes du corps, d'espions et d'intrigues internationales. Le manga met également en scène Bancoran, un bel agent secret britannique dont les charmes séduisent hommes et femmes, et Maraich, un ancien assassin devenu son amant. L'intrigue alterne entre comédie burlesque, aventures d'espionnage et scènes de la vie quotidienne, tout en explorant des thématiques homoérotiques, un aspect novateur et audacieux à l'époque de la publication initiale.
Patalliro! connaît un grand succès au Japon et s'étend à d'autres médias, notamment une adaptation en anime diffusée en 1982 et un film d'animation sorti en 1983. La série est souvent citée comme pionnière du genre yaoi pour son traitement de l'homosexualité masculine dans un registre comique et romantique, tout en conservant son ton satirique et son humour décalé. En juillet 2019, la série s'était vendue à plus de 25 millions d'exemplaires.

## Synopsis
Patalliro du Malyner VIII est un roi prodige âgé de dix ans qui règne sur le royaume fictif du Malynera (ja), une nation insulaire citée dans le triangle des Bermudes et spécialisée dans la production de diamants. Malgré son apparence peu flatteuse et son caractère espiègle, Patalliro est un dirigeant loyal et juste, doté d'une intelligence exceptionnelle et d'un comportement excentrique qui le pousse à se toiletter comme un chat lorsqu'il est frustré ou embarrassé.
Le récit prend une tournure décisive lorsque le Syndicat international du diamant, une organisation criminelle, décide de prendre le contrôle des mines de diamant du Malynera, menaçant directement la vie du jeune roi. C'est dans ce contexte que Patalliro rencontre le major Jack Barbarosa Bancoran, un agent du MI6 britannique connu pour sa capacité légendaire à séduire les jeunes hommes d'un simple regard. Bancoran est initialement assigné comme garde du corps de Patalliro lors d'un voyage en Grande-Bretagne, établissant ainsi une relation tumultueuse mais durable entre les deux personnages.
Le trio principal se complète avec l'arrivée de Maraich Juschenfe, un ancien assassin de dix-huit ans initialement envoyé par le Syndicat international du diamant pour éliminer Patalliro. Malgré cette mission hostile, Maraich finit par abandonner sa carrière d'assassin pour devenir l'amant de Bancoran, développant avec lui une relation passionnelle marquée par la jalousie et l'amour.

## Personnages
- Patalliro du Malyner VIII : Roi enfant diabétique du Malynera, un petit pays imaginaire réputé pour ses mines de diamants. Âgé de dix ans au début de la série, il possède une intelligence hors du commun, qu'il utilise pour inventer des machines absurdes ou déjouer des complots internationaux. Il est représenté comme un personnage petit, rond et à l'apparence enfantine, contrastant avec son esprit machiavélique et calculateur, mais également avec ses comportements puérils qui provoquent des situations comiques.
- Jack Barbarosa Bancoran : Officier britannique du MI6, réputé pour son extrême beauté, qui lui vaut le surnom de « roi de la beauté ». Il séduit facilement hommes et femmes grâce à son charisme, même lorsqu'il ne le souhaite pas. Il est chargé de missions d'espionnage impliquant souvent la protection de Patalliro ou l'enquête sur des trafics de diamants.
- Maraich Juschenfe : Ancien assassin de dix-huit ans qui travaillait pour le Syndicat international du diamant avant de devenir l'amant de Bancoran. Expert dans le maniement des couteaux et de nombreuses autres armes, il était initialement envoyé pour éliminer Patalliro mais finit par abandonner sa mission. Sa relation avec Bancoran forme l'un des éléments centraux de la série, caractérisée par la passion et la jalousie. Son apparence physique androgyne et son physique lui permettent souvent de se faire passer pour une femme lors de missions d'infiltration
- Les Tamanegi (« oignons » en japonais) : Groupe de soldats identiques portant des lunettes noires et une combinaison. Ils servent de gardes du corps et de subalternes à Patalliro. Leur nom provient de leur apparence, qui rappelle un oignon. Bien qu'ils n'aient pas de personnalité propre, ils sont souvent utilisés pour des gags ou comme figurants dans les plans extravagants de leur roi.
- Le Syndicat international du diamant: Organisation fictive qui regroupe les principaux acteurs du commerce mondial du diamant. Présenté comme un cartel occulte contrôlant l'ensemble des transactions et des prix des diamants bruts, il possède une influence considérable sur l'économie et la politique mondiale. Il apparaît dès les premiers épisodes de la série, en tant qu'antagoniste principal de Patalliro. Craignant que ses décisions imprévisibles et ses ventes massives ne fassent chuter les cours mondiaux, le Syndicat tente à plusieurs reprises de le contraindre, par des négociations, des pressions économiques, des menaces ou même des tentatives d'assassinat.

## Arcs narratifs
Dans le tableau synthétique suivant, seuls les arcs majeurs ou fortement identifiés ont été listés, ce qui donne l'impression qu'entre deux arcs il n'y a « rien ». En réalité :
- Les volumes de Patalliro! contiennent en majorité des arcs très courts ou des chapitres indépendants, souvent humoristiques ou parodiques, sans intrigue continue.
- Beaucoup de volumes sont composés uniquement de gags autonomes, de pastiches (films, littérature, mythologie) ou d'épisodes « tranche de vie » sur la vie quotidienne de Patalliro, Bancoran, Maraich et les Tamanegi.
- Le manga a une structure proche d'une série à sketches : même dans un même volume, la continuité est souvent minimale. Les arcs « longs » (plus d'un volume) sont l'exception.

| Vol. début-fin | Arc (titre français simplifié)         | Résumé |
| -------------- | -------------------------------------- | --- |
| 1-2            | Début et arrivée à Londres             | Patalliro arrive à Londres pour vendre des diamants ; première rencontre avec Bancoran ; le Syndicat tente de l'assassiner.                                      |
| 2-3            | Apparition de Maraich                  | Maraich, assassin androgyne, tente de tuer Bancoran avant de tomber amoureux de lui.                                                                             |
| 3-4            | Mafia chinoise                         | Vol de diamants par la mafia chinoise ; Patalliro et Bancoran infiltrent le réseau.                                                                              |
| 4-5            | Premier voyage temporel                | Patalliro voyage dans un futur où l'humanité a disparu, remplacée par des IA.                                                                                    |
| 6              | Les Tamanegi                           | Épisodes humoristiques sur la garde clonée de Patalliro, révélant leur origine.                                                                                  |
| 8-9            | Diamant synthétique                    | Patalliro invente un diamant artificiel, provoquant une guerre secrète avec le Syndicat.                                                                         |
| 10-11          | Passé de Bancoran                      | Découverte du passé aristocratique de Bancoran et de ses anciens amours.                                                                                         |
| 12-13          | Grossesse de Maraich                   | Maraich tombe enceint après une expérience ratée, nombreux gags autour de la grossesse, l'arc se termine tragiquement par une fausse couche.                     |
| 15-16          | Voyages temporels multiples            | Patalliro voyage à l'époque des dinosaures et au Japon féodal, provoquant chaos et paradoxes.                                                                    |
| 20             | Patalliro à Paris                      | Mission diplomatique burlesque en France ; parodie de la gastronomie et des intrigues politiques.                                                                |
| 25-26          | Futur dystopique                       | Patalliro rencontre un descendant tyrannique dans un futur où il domine le Malynera.                                                                             |
| 30             | Parodie des Misérables                 | Patalliro pastiche Jean Valjean, volant un diamant au lieu d'un pain.                                                                                            |
| 31-33          | Naissance de Figaro                    | Maraich retombe enceint grâce à une expérience volontaire et accouche par césarienne de Figaro, enfant surdoué et cynique, qui apparaîtra ensuite régulièrement. |
| 35-36          | Plasma X et diamants lunaires          | Patalliro invente Plasma X, un dispositif minier lunaire produisant des diamants en masse ; le Syndicat tente de saboter le projet pour protéger son monopole.   |
| 40             | Trafics polynésiens                    | Trafic de perles noires en Polynésie, impliquant un complot militaire et le Syndicat.                                                                            |
| 50             | Château piégé                          | Arc d'espionnage et d'infiltration dans un château rempli de pièges mortels.                                                                                     |
| 60             | Compilation gags                       | Recueil d'histoires courtes, parodies de films et de littérature.                                                                                                |
| 70             | Lavage de cerveau                      | Bancoran est manipulé par une secte et tente d'assassiner Maraich.                                                                                               |
| 80-81          | Coup d'État au Malynera                | Tentative de renversement militaire orchestrée avec l'aide du Syndicat.                                                                                          |
| 90             | Cataclysme climatique                  | Patalliro voyage dans le futur et empêche un effondrement climatique global.                                                                                     |
| 100            | Spécial centième volume                | Compilation d'histoires inédites et parodies célébrant le 100e tome.                                                                                             |
| 101-104        | Arcs modernes (IA, blockchain, climat) | Patalliro affronte des IA militaires, crée une cryptomonnaie nationale causant un krach mondial et traite des menaces climatiques.                               |